# Агатон (син на Филота)
Вижте пояснителната страница за други личности с името Агатон.
Агатон (на старогръцки: Ἀγάθων, Agaton) е македонски благородник по времето на диадохските войни през IV век пр.н.е.
Той е син на генерал Филота Македонски и брат на Парменион и Асандрос. През 313 пр. Хр. той е даден от брат му Асандрос, който е сатрап на Кария, за заложник при Антигон I Монофталм.
Агатон има син Асандер, който се споменава в гръцките надписи (Bockh, Corp. Inscr. 105).